# McGaheysville
McGaheysville ist ein US-amerikanischer Census-designated place im Rockingham County im Bundesstaat Virginia. Das U.S. Census Bureau hat bei der Volkszählung 2020 eine Einwohnerzahl von 978 ermittelt.
McGaheysville ist in die Harrisonburg Metropolitan Area eingegliedert. Er ist erstmals für den United States Census 2020 als CDP gelistet.

## Geographie
McGaheysville liegt im Südosten des Rockingham County am Fuße des Massanutten Mountain und grenzt nordwestlich an den Ort Massanutten.

## Geschichte

### Achtzehntes Jahrhundert
Die früheste Erwähnung einer Siedlung in dem Gebiet findet sich in 1716 während der Knights of the Golden Horseshoe Expedition, die Gouverneur Alexander Spotswood westlich der Blue Ridge Mountains führte. Der erste europäisch-amerikanische Siedler, der dauerhaft in dem Gebiet blieb, war der Deutsche Adam Müller (Miller). Später zogen weitere deutsche und niederländische Immigranten in die Region und das Dorf wuchs um die Upper Peaked Mountain Church, die in der Nähe errichtet wurde. Aufzeichnungen aus 1758 zeigen, dass der lutherische Pfarrer Reverend Lawrence Wartman, ursprünglich aus dem Lancaster County in Pennsylvania, um McGaheysville predigte. Er sei somit der erste lutherische Prediger im Rockingham County.
Philip Charles Van Gemunden, ein deutscher reformierter Pfarrer, kam um 1762 in die Region und predigte an der Upper Peaked Mountain Church. Nach seinem Tod wurde Charles Lang aus Maryland sein Nachfolger. Dieser wurde aufgefordert Virginia zu verlassen und ließ seine Ehefrau zurück. Die Dorfgemeinde, die um die Kirche wuchs, wurde ursprünglich nach ihr Ursulaburg genannt.
McGaheysville wurde nach Tobias Randolph McGahey benannt, der infolge schottisch-irischer Kolonialisierungsversuche 1801 in das Gebiet kam und dort 1802 ein Postamt namens McGaheysville eröffnete.

### Amerikanischer Bürgerkrieg
Während des Sezessionskriegs fanden in dem Ort nahezu keine kriegerischen Handlungen statt. Da McGaheysville nahe der Stelle liegt, an welcher die Schlacht von Cross Keys stattfand, wurde der Ort jedoch häufig von Soldaten des Unionsheers und der Confederate States Army durchstreift.